# Herb gminy Leoncin
Herb gminy Leoncin – symbol gminy Leoncin.

## Wygląd i symbolika
Herb przedstawia na tarczy w polu białym niebieską wstęgę (rzekę), a pod nią sosnę z dwiema szyszkami w kolorze zielonym, rosnącą na żółtej wydmie. 